# Network Data Management Protocol
| Familie: | Internetprotokollfamilie           |                 |                 |                 |                 |
| Einsatzgebiet: | Datenübertragung, Backup-Steuerung |                 |                 |                 |                 |
| Port: | 10000/TCP                          |                 |                 |                 |                 |
| \| Anwendung \| NDMP \| NDMP \| NDMP \| NDMP \| NDMP \| \| Transport \| TCP \| TCP \| TCP \| TCP \| TCP \| \| Internet \| IP (IPv4, IPv6) \| IP (IPv4, IPv6) \| IP (IPv4, IPv6) \| IP (IPv4, IPv6) \| IP (IPv4, IPv6) \| \| Netzzugang \| Ethernet \| Token Bus \| Token Ring \| FDDI \| … \| |                                    |                 |                 |                 |                 |
| Anwendung | NDMP                               | NDMP            | NDMP            | NDMP            | NDMP            |
| Transport | TCP                                | TCP             | TCP             | TCP             | TCP             |
| Internet | IP (IPv4, IPv6)                    | IP (IPv4, IPv6) | IP (IPv4, IPv6) | IP (IPv4, IPv6) | IP (IPv4, IPv6) |
| Netzzugang | Ethernet                           | Token Bus       | Token Ring      | FDDI            | …               |

Network Data Management Protocol (NDMP) ist eine standardisierte Schnittstelle, über die es möglich ist, Backup- und Restore-Operationen von NAS-Servern mit einer Backup-Software zu steuern. Das Protokoll wurde von den Unternehmen NetApp und Intelliguard (später aufgekauft von Legato, welche wiederum von EMC übernommen wurden) entwickelt und im Oktober 1996 bei der Internet Engineering Task Force (IETF) eingereicht, um den Request for Comments (RFC)-Prozess einzuleiten. NDMP wird heute auch ohne diese offizielle Verabschiedung von fast allen Backup-Software-Produkten unterstützt.

## Funktionen
Durch den Einsatz von NDMP wird die sonst notwendige Vorgehensweise, alle Daten, die auf einem NAS-Server liegen, von einem Backupserver aus zu mounten und von diesem zu sichern, überflüssig. Dies reduziert die Auslastung des Netzwerks, des NAS-Servers und des Backupservers.
Im Einzelnen sind folgende Schnittstellen definiert:
- Data Management Application (die Backup-Software, die über das Netzwerk Befehle an die NDMP-Services sendet)
- NDMP Data Service (Schnittstelle zum NAS-System, auf dem die Daten gespeichert sind)
- NDMP Tape Service (Schnittstelle zum Backup-System, auf das die Daten gesichert werden)
- NDMP SCSI Pass-Through Service (ermöglicht es der Backup-Software, SCSI-Befehle an Geräte zu senden, die an NDMP-Servern angeschlossen sind)

Üblicherweise wird dieses Protokoll auf Port 10000/TCP gebunden.